# Режи ме
Режи ме (енгл. Nip/Tuck) је америчка серија коју је креирао Рајан Мерфи за Ефекс Нетворкс (FX Networks). Серија прати живот двојице пластичних хирурга са Флориде — доктора Шона Макнамаре којег глуми Дилан Волш и доктора Кристијана Троја чију улогу тумачи Џулијан Макман.
У серији се такође појављују Џон Хенсли који тумачи Шоновог сина Мета, и Џоели Ричардсон, као Шонова супруга Џулија. Улогу Кристијанове љубавнице Кимбер Хенри тумачи Кели Карлсон. У улози анестезиолога Лиз Круз појављује се Рома Мафиа.
На самом почетку емитовања серије у Америци, она је привукла огромну пажњу својим табу темама, оригиналним причама и несвакидашњим заплетима.
Доктори Кристијан и Шон су најбољи другови још од факултета и заједно су основали клинику за пластичну хирургију „Макнамара/Трој“. Напорним радом су уздигли клинику у једну од најпрестижнијих у Мајамију. Кристијан нимало не сумња у моралну исправност услуга које пружа пластична хирургија, док Шон је све мање задовољан својим животом, као и Џулија, која одлучује да се врати на факултет, који је напустила када се удала за Шона.

## Награде
Серија је освојила Златни Глобус за најбољу драму 2005., а била је номинована у истој категорији 2006. Џоели Ричардсон је била номинована за најбољу глумицу у серији 2004. и 2005. године. 2005. године је Џулијан Макман однео ту титулу. Серија је била номинована много пута, а 2004. и Емијем за шминку, што је и освојила.